# Harold Entwistle
Pour les articles homonymes, voir Entwistle.
Harold Entwistle est un acteur et réalisateur américain d'origine anglaise, né Charles H. Entwhistle le 5 septembre 1865 à Londres (Royaume-Uni), mort le 1er avril 1944 à Hollywood (Californie, États-Unis).

## Filmographie partielle

### Comme acteur
- 1914 : Salomy Jane de Lucius Henderson et William Nigh
- 1916 : The Beggar of Cawnpore de Charles Swickard
- 1916 : Miss Printemps de Edwin August
- 1917 : One of Many de Christy Cabanne
- 1917 : Miss Robinson Crusoe de Christy Cabanne
- 1918 : Too Fat to Fight de Hobart Henley
- 1918 : À la merci des hommes (In the Hollow of Her Hand) de Christy Cabanne
- 1919 : The Divorcee de Herbert Blaché
- 1919 : The Woman Under Oath de John M. Stahl
- 1932 : Two Against the World de Archie Mayo
- 1933 : Lady Lou (She Done Him Wrong) de Lowell Sherman
- 1933 : Les Quatre Filles du docteur March (Little Women) de George Cukor
- 1935 : Les Révoltés du Bounty (Mutiny on the Bounty) de Frank Lloyd
- 1935 : Sylvia Scarlett de George Cukor
- 1935 : The Perfect Gentleman de Tim Whelan
- 1935 : Le Marquis de Saint-Évremont (A Tale of two Cities) de Jack Conway
- 1938 : Les Aventures de Robin des Bois (The Adventures of Robin Hood) de Michael Curtiz et William Keighley
- 1939 : Les Hauts de Hurlevent (Wuthering Heights) de William Wyler
- 1941 : The Wild Man of Borneo de Robert B. Sinclair (scénes coupées au montage)

### Comme réalisateur
- 1914 : Mrs. Wiggs of the Cabbage Patch (en)
- 1915 : The Surrender